# Hyporhagus antillicus
Hyporhagus antillicus es una especie de coleóptero de la familia Monommatidae.

## Distribución geográfica
Habita en Santo Domingo (República Dominicana).